# Blickensdorf
Blickensdorf est une localité du canton de Zoug en Suisse, située au nord-ouest de Baar.

## Historique
Une propriété d'un couvent y a été mentionnée en 1150. Blickensdorf a été détruit à plusieurs reprises durant l'histoire. Ce hameau a connu une forte expansion démographique à partir des années 1960.

Vue de Blickensdorf en 1923